# Hans Joachim Schmidt
Hans Joachim Schmidt (* 5. Januar 1907 in Riga, Gouvernement Livland; † 19. März 1981 in Wien, Österreich) war ein deutscher Zahnarzt sowie Pressereferent bzw. Referent für Öffentlichkeitsarbeit der Landeszahnärztekammer Baden-Württemberg, Mitbegründer der Deutschen Fluorkommission im Deutschen Ausschuss für Jugendzahnpflege (DAJ) und der European Organisation for Caries Research (ORCA). Er war einer der engagiertesten deutschen Verfechter der Fluoridanwendung zur Kariesprophylaxe, speziell der Trinkwasserfluoridierung. Der Stuttgarter Zahnarzt ist nicht mit dem Kieferchirurgen (Dr. med., Dr. med. dent.) Hans Joachim Schmidt (* 1912) zu verwechseln, der bis 1950 in der Berliner Charité im Institut von Georg Axhausen als Oberarzt wirkte.

## Leben und Werk
Seine Eltern waren der „Reichsdeutsche Fabrikbesitzer“ Johannes Schmidt und dessen Ehefrau Claire Schmidt, geborene Tacke. Im Jahr 1914 verließ er seine baltische Heimat und bestand nach mehrfachem Schulwechsel 1928 in Wuppertal-Elberfeld die Reifeprüfung. Danach studierte er „Rechts- und Staatswissenschaft“ in Königsberg, München, Marburg und Würzburg. In Würzburg begann er auch ein Studium der Zahnmedizin. Politisch engagiert äußerte er sich 1935 in zeitgemäßem Stil zur Annexion des Memellands. Im Januar 1936 wurde er als Diplom-Volkswirt mit seiner Dissertation „Der zusätzliche Kredit“ zum Dr. rer. pol. promoviert und im Februar 1937 im Hygiene-Institut unter Maximilian Knorr zum Dr. med. dent. mit einer Dissertation über Statistische Untersuchungen über die Zahnkaries. Im angehängten Lebenslauf erwähnt er: „Als Leiter der Arbeitsgemeinschaft „DAF“ der Würzburger staatswissenschaftlichen Fakultät nahm ich an einem Vierwochenlehrgang der Schulungsburg der NSDAP, Berlin-Wannsee teil“. Von 1. Mai 1933 bis 1945 war er Mitglied der NSDAP (Mitgliedsnummer 3.108.078) mit einmaligem Auftritt als Redner, von 1934 bis 1938 SA-Rottenführer. Aufgrund einer Kriegsverletzung (Kniesteckschuss mit Kniegelenksergüssen, Schlottergelenk; 50 % Behinderung) wurde das Verfahren gegen ihn gemäß Verordnung zur Durchführung der Weihnachts-Amnestie vom 5. Februar 1947 eingestellt.
Schon 1936, als cand. med. dent. hatte er Beiträge für die Zahnärztlichen Mitteilungen geschrieben und sich dann intensiver der zahnmedizinischen Statistik zugewandt. Mit seinem Werk Zahnärztliche Statistik, das im Jahr 1938 im Hippokrates Verlag, Stuttgart, erschien, erregte er Aufmerksamkeit. Dann wurde ihm bewusst, dass „in England und Amerika zu Forschungszwecken außerordentlich hohe Staatszuschüsse bewilligt werden, wie man sie bei uns nicht kannte. Eine Zeit, die gebieterisch fordert, dass Deutschlands Ruf auf dem Weltmarkt in gleicher Geltung bleibt, mahnt alle die, die irgendwie berufen sind, an der Wissenschaft mitzuarbeiten, zu regster Tätigkeit“. Auch während des Zweiten Weltkriegs fand er gelegentlich Zeit, sich mitzuteilen. Eine Verwundung, die ihn längere Zeit ans Bett fesselte (s. o.), bot ihm Gelegenheit, Literatur zu sammeln über „Vitalstoffe“ und Kariesätiologie, wobei ihm Schriftleiter einiger Zeitschriften behilflich waren. Ab 1948 reihten sich unter die Helfer des Stuttgarter Zahnarztes auch „einige amerikanische Herren“ ein (John William Knutson, Henry Trendley Dean, Basil Glover Bibby, Francis Arthur Arnold). Im Jahr 1952 bezeichnete Hans Joachim Tholuck Schmidt neben Walter Drum und Rudolf Schill als einen der „Vorkämpfer der Idee der Fluoridierung“ in Deutschland. Dies wird durch Schmidts Monographien (ab 1951) und zahlreiche Zeitschriftenbeiträge (zu Fluorid ab 1949) eindrucksvoll belegt.

### Ein Autor mit Ausdruckschwierigkeiten
Wo eine Redaktion nicht hilfreich eingriff, können einem aufmerksamen Leser allerdings einige stilistische Besonderheiten in Schmidts Ausführungen nicht entgehen: falsch geschriebene Begriffe und Autoren-Namen, Wortneuschöpfungen, Telegrammstil und stereotype Aussagen. Der Gießener Zahnmediziner und Biologe Albert Keil machte dazu beispielhaft in einer Besprechung von Schmidts „Kariesprophylaxe durch Fluortherapie?“ (1951) folgende Anmerkungen: „Manche Satzformulierungen sind schwer verständlich oder unpassend, wie überhaupt in sprachlicher Beziehung das Manuskript einer nochmaligen Überprüfung bedurft hätte (verunmöglichen (unreflektiert aus Leimgrubers Arbeiten übernommen), Kontaktberührung, In Deutschland werden die Zahnreihen in Berlin und Köln berieselt u.a.).“ Auch seien in dem „Sammelreferat in Buchform“ Zitate anderer Autoren nicht immer klar von der Meinung des Verfassers unterschieden. Ewald Harndt fand schon den Titel des Werks – mit dem bereits 1950 ein Münchner Dentist seinen Aufsatz überschrieben hatte – nicht ganz logisch: „Er will also der Karies vorbeugen bzw. ihr Auftreten verhüten, indem er sie mit Fluor behandelt und heilt. Schon durch diese nicht ganz logische Fassung des Titels kommt die modische Überwertung des Elementes zum Ausdruck.“ Noch heftiger kritisierte der Kariesforscher Klaus Georg König die Zweitauflage des Werks, die 1967 unter dem Titel „Zahnkariesprophylaxe durch Fluoride“ veröffentlicht wurde. Schmidt habe sich mit seiner selbstgestellten Aufgabe übernommen. Neben den vielen sachlichen Mängeln, bis hin zum ärztlichen Kunstfehler beim beschriebenen Vorgehen zur Behandlung einer Flusssäure-Verätzung, kritisierte König „Druckfehler, die sich auf jeder Seite finden“, und einen grammatikalisch nicht immer reinen Satzbau. Er sah sich „ausserstande, das Buch als Nachschlagewerk über die Kariesprophylaxe mit Fluoriden zu empfehlen.“ Schmidt selbst bezeichnete sein Buch dagegen auch später noch als „Standardwerk“, zumal der zuvor kritisch eingestellte Karl Michael Hartlmaier darin „Die Wahrheit über Fluor“ geschildert sah.

### Erste Kontakte mit Fluoridforschung
Nachdem im 19. Jahrhundert vereinzelte Empfehlungen von Fluoriden zur Gesunderhaltung der Zähne ausgesprochen worden waren, wurden Fluoride zu Beginn des 20. Jahrhunderts illegal als Lebensmittelzusätze (Konservierungsstoffe) sowie als Rattengifte und Insektizide angewandt. Sie verursachten dabei zahlreiche Vergiftungen und waren bis zum Ende des Zweiten Weltkriegs daher vor allem wegen toxischer Wirkungen gefürchtet. Hermann Schröder von der Berliner Charité bezog sich seinerzeit auf das „Giftgesetz von 1926“, das die medizinische Anwendung von Fluoriden außerhalb homöopathischer Verdünnungen von mindestens D4 verbietet. Rudolf Wohinz (1896–1954), ein Mitarbeiter Schröders, berichtete 1949, dass frühere Anfragen beim Reichsgesundheitsamt für eine Erlaubnis zu Versuchen mit Natriumfluorid als Kariesprophylaktikum auf ein „unerbittliches Nein“ gestoßen waren. Hermann Euler, Oskar Eichler und Ewald Harndt haben zunächst ebenfalls nur die toxische Seite des Fluorids gesehen. Über eigene Tierversuche aus dem Jahr 1944 mit Fluoridfütterung berichtete Schmidt im Jahr 1949, wobei sich bis dahin seine Sichtweise auf die Fluorid-Problematik bereits geändert hatte. Er habe erst 1947 „neue Hinweise auf die eminente Zukunftsbedeutung des Fluors als Prophylaktikum“ erhalten und darin Anlass gesehen, alles Schrifttum zu sammeln, zu übersetzen – eine Arbeit, die vorwiegend von Hertha Hesse geleistet wurde –, zu sichten und zusammenzustellen, um sie „den Herren zugänglich zu machen, die durch ihre Erfahrung auf diesem Gebiet weiterarbeiten können und zugleich in der Lage sind, einer Überschätzung entgegenzutreten.“  „Ich kam von der toxikologischen Seite“, schrieb er 1969 in seinem etwas eigenwilligen Stil, „eigene Versuche, tierexperimenteller Art, klinischer Art, Eigenbelastungen und vieles mehr, führten mich zu der Überzeugung der günstigen Wirkung physiologischer Fluorgaben.“ Dazu trug der Umstand bei, dass nach Ende des Zweiten Weltkriegs in Deutschland die Fluorid-Forschung amerikanischer Zahnärzte bekannt wurde.
Aus der Sicht der Amerikaner befand sich die deutsche Zahnmedizin zum Ende des Zweiten Weltkriegs in einem erbärmlichen Zustand und zu allem Überfluss schloss die Fédération Dentaire Internationale (FDI) 1947 Deutschland (und Japan) als Mitglieder aus. Hatte die Zensur während der Kriegsjahre schon Einschränkungen im wissenschaftlichen Austausch bedeutet, war nun die deutsche Zahnmedizin von der übrigen wissenschaftlichen Welt isoliert. Der amerikanische Statusbericht konstatiert, dass deutsche Hochschullehrer von den Fluorforschungen amerikanischer Zahnärzte fast nichts mitbekommen hatten. Der Zahnarzt Willy Geier aus Stuttgart-Degerloch zitierte 1947 aus einem Referat über den amerikanischen Bericht in der Schweizerischen Monatsschrift für Zahnheilkunde: „Théories confuses partout. Ignorance du rôle des fluorures“ (Wirre Theorien überall. Unkenntnis der Rolle der Fluoride). Er fand diese Feststellung der amerikanischen Militärärzte bis zu einem gewissen Grad durch die Arbeit des Schweizer Zahnarztes Charles Leimgruber bestätigt, der im gleichen Heft von seiner Forschung berichtete.
Im Sommer 1948 brachte Besuch aus Amerika, speziell Vorträge des als Fluorexperten wahrgenommenen Joseph Francis Volker, Aufbruchstimmung mit Aussichten auf einen erfolgreichen Kampf gegen die Zahnkaries mit Fluorverbindungen an deutsche Hochschulen in Frankfurt, Heidelberg, München, Tübingen und Berlin. Walter Drum war das erste Vorstandsmitglied der am 17. Juni 1948 gegründeten Zahnärztlichen Gesellschaft an der Universität Berlin, das von dem, was es von den amerikanischen Kollegen zu hören und zu lesen bekam, überschwänglich begeistert war. Er rief schon 1949 dazu auf, die „Zahnschutzhärtung in allen Schulen Deutschlands“ energisch zu beginnen, auch wenn Zweifler erst Beweise für die Wirksamkeit der lokalen Fluoridierung zu sehen wünschten. Schmidt schrieb ab 1949 Referate der aktuellen deutschsprachigen Literatur für Drums Zahnärztliche Rundschau. Zu seinen Favoriten unter den Schweizer Autoren zählte anfangs der Berner Zahnarzt Charles Leimgruber, der sich schon seit 1946 mit „Fluor und Kariesresistenz“ befasste, im Jahr 1951 aber „zu einer vollen Ablehnung der Fluormedikation“ kam und darin schließlich nur noch „eine große Illusion“ sah. Schmidt ließ sich dagegen von Drums Begeisterung anstecken. Im Januar 1950 meinte er wie zuvor schon Drum, dass „die Praxis auf den jahrelangen amerikanischen Versuchen weiterbauen und man diese Versuche nicht mit dem Hinweis des Zuwartenwollens beiseite schieben kann.“

### Die Deutsche Fluorkommission
Am 8. Juli 1949 erfolgte die förmliche Gründung des Deutschen Ausschusses für Jugendzahnpflege (DAJ), dem Hans Joachim Tholuck, Initiator des Frankfurter Systems der Schulzahnpflege, als Geschäftsführer diente. Innerhalb des DAJ gründeten Tholuck, Schmidt und der Marburger Zahnmediziner Wilhelm Kessler (1898–1987), ein früherer Aachener SS-Obersturmbannführer, am 15. November 1950 die Deutsche Fluorkommission. Als korrespondierende Mitglieder wurden u. a. Walter Drum, Hermann Euler, Maria Daelen, Heinrich Hornung, Oskar Eichler und Eugen Wannenmacher eingeladen. Kurt Maretzky, Schriftleiter der Zahnärztlichen Mitteilungen, stellte dem DAJ und der Fluorkommission für Fortschrittsberichte regelmäßig Seiten seiner Zeitschrift zur Verfügung, die Schmidt und Kessler abwechselnd für Referate nutzten. Schnell wuchs die Zahl sogenannter „außerordentlicher Mitglieder“ (Hersteller von Fluorid-Präparaten), die die Arbeit der Kommission mit Sachmitteln wie Zahnpflegesets, Tabletten, Zahnpasten, fluoridhaltigem Kaugummi (patentiert für Kauvit durch Adolf Knappwost) und auch finanziell unterstützten. Die deutsche Fluorkommission des DAJ erstattete im März 1965 ihren letzten Bericht in den Zahnärztlichen Mitteilungen und ging dann in eine Fluorkommission innerhalb der Deutschen Gesellschaft für Zahn-, Mund- und Kieferheilkunde (DGZMK) über, die bei „aktuellen Fragen der Fluorforschung gutachtlich Stellung nehmen wird.“ Den Vorsitz dieser Kommission übernahm Rudolf Naujoks, der in dieser Funktion (zugleich auch Vizepräsident der ORCA) 1966 eine allgemeine Empfehlung der TWF im Namen der DGZMK aussprach. Legitimiert wurde diese Befürwortung im Oktober 1967 auf der 94. Jahrestagung der DGZMK im Rahmen einer, sonst bei diesen Tagungen unüblichen, gelenkten Diskussion unter Diskussionsleiter Adolf Kröncke. So wurde „vollständige Einigkeit unter den Fachleuten“ signalisiert. Zu dieser Zeit (1967–1971) war Hans Joachim Schmidt als Beisitzer im Vorstand der DGZMK vertreten.

### Gründung der ORCA
Auch auf internationaler Ebene hat Schmidt versucht, Fluoridforscher zusammenzubringen. Einem fauxpas von Schmidt ist der Hinweis zu verdanken, dass er offenbar bereits 1949 eine „Europäische Arbeitsgemeinschaft für Fluorforschung“ gründen wollte und in einem Rundschreiben acht Teilnehmer nannte, die er zur aktiven Mitarbeit aufforderte. Dass er im Zusammenhang mit einer weiteren Vereinsgründung („Institut für Kariesforschung und Kieferorthopädie der Württembergischen Zahnärzteschaft e. V.“) die „Unfähigkeit der Universitäten zur wissenschaftlichen Leistung, bedingt durch sachliche und persönliche Mängel“ – Schmidt mag Personalmangel gemeint haben –, als Anlass anführte, verärgerte allerdings Hans-Hermann Rebel, den Leiter des Zahnmedizinischen Instituts der Universität Tübingen. Rebel, der seit 1948 zusammen mit Adolf Knappwost der Fluorfrage experimentell nachging, kritisierte daraufhin öffentlich, dass er auf Schmidts Liste ohne seine Zustimmung als Teilnehmer genannt wurde, während zeitgleich in einem anderen Schreiben auf die „Unfähigkeit der Universitäten ...“ verwiesen werde. Bezüglich der Gründung der genannten Arbeitsgemeinschaft erklärte Schmidt später, dass er Anfang 1953 ein Schreiben des Schweizer Zahnarztes Hans Robert Held (1910–1998) erhalten habe „mit der Bitte ihn zu besuchen um den Gedanken zu prüfen, ob eine derartige Arbeitsgemeinschaft ins Leben gerufen werden sollte.“ Held soll verheiratet gewesen sein mit der Inhaberin der Fabrik, die die Zymafluor-Tabletten herstellte. Nach einer anderen Quelle hat er in Zusammenarbeit mit Forschern der Zyma AG, Nyon, die ersten in der Schweiz erhältlichen Fluorid-Tabletten entwickelt. Er hatte bereits 1950 in der Schweiz einen „Fluormangel“ konstatiert und 1952 im Zyma Journal auch über seine Fluorid-Arbeiten berichtet, die die Fluorpassage nach Fluormedikation während der Schwangerschaft und in der Stillzeit betrafen. Als Schmidt sich am 28. Februar 1953 in Genf mit Held traf, habe er den Auftrag erhalten, die erste Satzung für die neue Arbeitsgemeinschaft zu entwerfen. Zur konstituierenden Sitzung in Konstanz trafen sich im November 1953 neben Held und Schmidt die Österreicher Sepp Koller und Horst Leonhardt, die Deutschen Walter Drum, Hertha Hafer, Adolf Knappwost, Erwin Ott, Hans Heuser sowie die Schweizer H. Schmid und Victor Demole, letztere als Repräsentanten der Fluorkommission der Schweizerischen Akademie der Medizinischen Wissenschaften, die sich an der Gründung beteiligte und deren Präsident, Arthur Jean Held (1905–1999), als Präsident der neu gegründeten Vereinigung deren ersten Kongress in Salzburg leiten sollte.
Der erste Kongress der Europäischen Arbeitsgemeinschaft für Fluorforschung und Kariesprophylaxe (EAFK) fand 1954 in Salzburg statt. Dort lernte Schmidt den Schweizer Zahnarzt Theo Hürny kennen, der von 1949 bis 1952 Präsident der Schweizer Zahnärztegesellschaft, außerdem Mitglied und später Präsident der Fluorkommission der Schweizerischen Akademie der Medizinischen Wissenschaften war.
Die Vorträge beim ersten Kongress in Salzburg (1954) wurden in der Zeitschrift Stoma (Schriftleiter: Hans Heuser) veröffentlicht, danach erschienen ausführlichere Kongressberichte gelegentlich in einer zahnärztlichen Zeitschrift des Landes, in dem der Kongress stattfand. Ab dem 9. Kongress in Paris 1962 wurden für wenige Jahre die Vorträge der jährlichen Kongresse als Advances in Fluorine Research and Dental Caries Prevention in Buchform herausgegeben, bis man schließlich 1967 Caries Research als Zeitschrift etablierte.
Die Abkürzung ORCA für die Arbeitsgemeinschaft wurde beim Kongress 1956 in Marburg und Kassel zum ersten Mal verwendet. Im selben Jahr ermöglichten enge Kontakte von Hans Robert Helds Familie mit dem Schweizer Uhrenhersteller Rolex die Einrichtung des ORCA-Rolex-Preises für herausragende Arbeiten auf dem Gebiet der Kariesforschung. Rolex stiftete 30 goldene Armbanduhren neuester und raffiniertester Ausführung um die jeweils drei besten Arbeiten der nächsten 10 Kongresse zu belohnen.
Nachdem bereits 1962 zwei sich zeitlich überschneidende Symposien (eines in Bern vom 15.–17. Oktober, ein anderes, von der ORCA gesponsert, in Zürich vom 16.–18. Oktober) nicht nur zu Terminkonflikten unter Fluorforschern geführt hatten, wirkte sich 1966 ein weiterer Konflikt zwischen Fluoridgegnern und -befürwortern auch auf die ORCA aus. Anfang Juni 1966 hatten George Waldbott und Albert Burgstahler Schreiben an internationale Fluorforscher verschickt, in denen sie zur Gründungsveranstaltung der „American Society for Fluoride Research“ (später „International Society for Fluoride Research“ (ISFR) benannt) einluden. Bei der ORCA-Hauptversammlung am Ende des 13. Kongresses im Juni 1966 in Perugia (Italien) wurde Rudolf Naujoks als Organisator des nächsten Kongresses (1967 in Würzburg) zum Co-Präsidenten und Fritz Bramstedt in den wissenschaftlichen Beirat gewählt. In der gleichen Versammlung wurde beschlossen, den Namen der Organisation in Europäische Arbeitsgemeinschaft für Kariesforschung bzw. European Organization for Caries Research (ORCA) zu ändern. Dass ausgerechnet die „Fluorforschung“ aus dem Namen gestrichen wurde, machte Schmidt zunächst fassungslos. Die Absicht der Gründungsmitglieder, die Fluorforschung restlos zu klären, sei keineswegs erfüllt und die („angebliche“) Namensänderung verstoße gegen die Statuten. Dann fand er sich mit der Änderung ab, erklärte, sie sollte ein Signal setzen: „Die ORCA wird zukünftig derartige Themen nicht mehr diskutieren“, erklärte Schmidt. „Die TWF hat sich als sicher, unschädlich, technisch durchführbar und billig erwiesen.“ Unter dem Vorsitz von Rudolf Naujoks, dem 1967 gewählten ORCA-Präsidenten, hielt Walter Künzel 1967 einen Vortrag, den Schmidt als „Schlußstrich unter das Thema Trinkwasserfluoridierung“ bezeichnete. Naujoks soll 1967 den Kariesforscher Neil Jenkins zum ersten Kongress der ISFR in Frankfurt entsandt haben, um dort den Standpunkt der ORCA zu vertreten.
In seinem Bericht zum Kongress in Perugia merkte Schmidt noch kritisch an, dass deutsche Kollegen nur noch in geringer Zahl vertreten waren. Sie sollten die Gelegenheit nutzen sich wissenschaftlich zu qualifizieren und am Fortschritt mitzuwirken. Andererseits fehle der ORCA eine „Parallelveranstaltung für den Praktiker, in der die neuen wissenschaftlichen Erkenntnisse des jeweils vergangenen Jahres dem Praktiker dargeboten werden. Dies war auch der Wille der Gründer, den sie in den Konstitutionen verankerten.“ Beim Kongress in Würzburg 1967 wurden fast die Hälfte der freien Vorträge von deutschen Autoren gehalten. In der Folge sollen Streitereien, persönliche Beleidigungen, unwissenschaftliche Diskussionen sowie Vorwürfe nicht wissenschaftlich fundiert zu arbeiten, Anlass für einige (Gründungs-)Mitglieder gewesen sein, die ORCA enttäuscht zu verlassen, darunter Hans Joachim Schmidt. Ein Sammelreferat leitete er 1969 verärgert mit einer persönlichen Anmerkung ein, in der er über lautstarke Stimmen schrieb, die ihm vorwerfen, nur die „Fluorbefürworter“ zu Wort kommen zu lassen, kritisierte, dass sie „sich weder mehrere Jahre mit der Fluorfrage befasst, noch kein einziges Mal die Dokumentationsstelle benutzt haben. Ich weiß allerdings nicht, aus welchem Grunde sie sich Wissenschaftler nennen. Insbesondere ist das, was man heute von Spontanwissenschaftlern zu hören bzw. zu lesen bekommt, so hahnebüchen, daß man auch dazu keine Stellung nehmen kann. ... Nirgends in der Welt gilt das Urteil Ungelernter. Mehr sei hier nicht gesagt.“ Allerdings wurde er noch 1978 in einer Liste von ORCA Mitgliedern aufgeführt.

### Dokumentenstelle für zahnärztliches Schrifttum
Die Sammlung von Karteikarten zur Literatur, die Schmidt zunächst als Grundlage für seine Dissertation angelegt hatte und die er dann fortlaufend – teils mit tatkräftiger (Übersetzungs-)Hilfe von Hertha Hafer erweiterte, wuchs mit der Zeit zu beachtlicher Dimension. Erste Anerkennung fand seine Sammel-Leidenschaft im März 1951, als er auf Empfehlung durch J. M. Ingendaay für die Deutsche Zahnärztliche Zeitschrift das Referat der anglo-amerikanischen Zeitschriften übernahm. Im Januar 1964 wurde er von der DGZMK beauftragt, das deutschsprachige Schrifttum fortlaufend der American Dental Association (in Form einer Jahreskartei) zur Verfügung zu stellen. Bei Debatten sah er einen Vorteil darin, dass seine Sammlung ihm gestatte, so Schmidt in einer Replik auf eine Kritik durch den Schriftleiter der Zahnärztlichen Mitteilungen, das Thema von einer Warte aus zu sehen, die andere nicht haben können. Diskussionen solle man „jenen Forschern überlassen, die sich seit Jahren mit dem Problem befassen und die besser wissen, Erfolg und Misserfolg abzuschätzen.“ Als Schmidt 1964 erklärte, vor einiger Zeit die 20.000. Karteikarte ausgefüllt und in den Fluorschrifttumsheften erfasst zu haben, griff Adolf Kröncke dies als Argument gegen Fluoridierungsgegner auf. Im Jahr 1966 hatte Schmidt bereits 23.100 Karteikarten aufgereiht und überzeugte mit den relativ wenigen in seinem neuen Buch Zahnkariesprophylaxe durch Fluoride verarbeiteten Zitaten auch den zuvor kritischen Schriftleiter Karl Michael Hartlmaier. 25.000 Karteikarten vermeldete Schmidt 1967 und 26.000 ein Jahr später. Nachdem 28.470 Karteikarten angelegt waren, stellte Schmidt die Hefte Fluorschrifttum ein, da die Arbeiten nunmehr von DIMDI, dem Deutschen Institut für medizinische Dokumentation und Information, erfasst werden. Seine Sammlung von ca. 30.000 Karteikarten, etwa 1.000 Originalbeiträge und über 100 Bücher vermachte Schmidt 1971 dem Bundesverband der deutschen Zahnärzte (BDZ). Von dort wurde die Dokumentation im Jahr 1980 nach Wien verlegt, wo sie als Internationales Dokumentationszentrum (International Documentation Center for Preventive Dentistry) von Kurt Binder (1919–1984) und Heinrich Newesely (1933–1993), der Präsident des Zentrums wurde, weitergeführt werden sollte. Zwei Stunden vor der offiziellen Eröffnung des Zentrums am 19. März 1981 erlitt Hans Joachim Schmidt in Wien einen Herzinfarkt und verstarb.

## Auszeichnungen und Funktionen
- 1961: Jahrespreis der Deutschen Gesellschaft für Zahn-, Mund- und Kieferheilkunde für die beste wissenschaftliche Leistung eines Praktikers.[113][114]
- 1967 bis 1971: Beisitzer im Vorstand der Deutschen Gesellschaft für Zahn-, Mund- und Kieferheilkunde.[115]
- 1969: Bundesverdienstkreuz Erster Klasse.[116]
- 1972: Hermann-Euler-Medaille der DGZMK.[117]
- 1976: Ernennung zum Professor.[118]

## Publikationen

### Monographien
- Statistische Untersuchungen über die Zahnkaries. Inaugural-Dissertation, Würzburg 1937.
- Zahnärztliche Statistik. Hippokrates Verlag, Stuttgart 1938.
- Die Paradentose und ihre Heilung. Verhütung und Bekämpfung des Kieferschwundes und des Zahnausfalls. Lebensweiser Verlag, Büdingen-Gettenbach 1950.
- Kariesprophylaxe durch Fluortherapie? Dr. Alfred Hüthig Verlag, Heidelberg 1951.
- Zahnkariesprophylaxe durch Fluoride. Die Grundlagen wissenschaftlicher und praktischer Fluorforschung in der Welt mit besonderer Berücksichtigung Europas. Dr. Alfred Hüthig Verlag, Heidelberg, 1967
- Die Entwicklung der Trinkwasserfluoridierung (TWF), Empfehlungen, Ergebnisse. Teile 1 bis 3; Eigenverlag, April 1978
- 130 irrige Meinungen der Opposition zur Verwendung der Fluoride als Massenprophylaktikum gegen den Zahnkariesbefall. 3. Auflage, Eigenverlag, Mai 1978[119]

### Zeitschriften-Beiträge (Auswahl)
- Trinkwasser und Kontaktwirkung. In: Schweizer Monatsschrift für Zahnheilkunde. Band 59, 1949, S. 556.
- Die Trinkwasserfluorination. In: Zahnärztliche Mitteilungen. Band 38, Nr. 23, 1950, S. 587.
- Fluor, Füllungen, Desensibilisierung und Schutzschicht. In: Schweizer Monatsschrift für Zahnheilkunde. Band 60, 1950, S. 542.
- Neuere Erkenntnisse über das Fluorproblem. Ein Streifzug durch das anglo-amerikanische Schrifttum. In: Deutsche Zahnärztliche Zeitschrift. Band 7, 1952, S. 285.
- Weg und Bedeutung des Hochleistungselementes Fluor. In: Zahnärztliche Rundschau. Band 61, 1952, S. 100 und S. 129.
- Ein Wort an die Sozialversicherung. In: Zahnärztliche Praxis. Band 4, Nr.5, 1953, S. 6.
- 10 Jahre deutsche Fluorforschung im Kampf gegen die Zahnkaries. In: Das Deutsche Zahnärzteblatt. Band 11, Nr. 5, 1957, S. 163.
- Wahrheit oder Dichtung über Kariesprophylaxe durch Fluor? In: Münchner Medizinische Wochenschrift. Band 105, 1963, S. 2032.
- Jetzt wollen Techniker über Gesundheitsfragen urteilen. In: Zahnärztliche Mitteilungen. Band 56, 1966, S. 670.
- Ein zahnärztliches Informationsbüro braucht auch Aufklärungsmaterial. In: Zahnärztliche Mitteilungen. Band 56, 1966, S. 964.
- Möglichkeiten zahnärztlicher Fortbildung. In: Zahnärztliche Mitteilungen. Band 57, 1967, S. 884.
- „Fluorzehrung“ bei der Wasserfluoridierung und Korrosionserscheinungen. In: Zahnärztliche Mitteilungen. Band 58, 1968, S. 11.
- Fluor gegen Karies. In der Welt erprobt – in Deutschland Zurückhaltung. In: Kosmos (Stuttgart). Nr. 1, Januar 1969, S. 12.
- Besonnene Auswahl unserer Wartezimmerzeitschriften. In: Zahnärztliche Mitteilungen. Band 59, 1969, S. 123.
- Hilft Trinkwasserfluoridierung gegen Karies? In: Bild der Wissenschaft. Nr. 7, 1980, S. 8.

### Auszusondernde Literatur
In einer Ausgabe vom Februar 1946 der Liste der auszusondernden Literatur, herausgegeben von der Abteilung für Volksbildung im Magistrat der Stadt Berlin unter beratender Mitarbeit der Kammer der Kunstschaffenden und des Kulturbundes zur demokratischen Erneuerung Deutschlands, werden folgende Werke von Hans Joachim Schmidt aufgeführt:
- Gequältes Memelland
- Die Schuld
- Wir wandern tagwärts
- Der zusätzliche Kredit